# 教育職
教育職（きょういくしょく）とは、教育をつかさどる、または、教育に従事する職の事である。

## 区分
地方公務員としての教育職には、教育公務員という職員区分がある。教育公務員のうち県費負担教職員は、市町村職員であるが、任命権者は市町村では無く、都道府県の教育委員会である。
大多数が学校に勤務するが、青年の家などの社会教育施設に勤務する事もある。
1度教員として採用された者が教育委員会の事務局で事務職（指導主事・管理主事・社会教育主事など）として勤務する事もあるが、これは一旦教員の身分を離れて行政職として任命され直している。なお教育職の職を有したまま指導主事に充てる場合もある（充て指導主事）。